# 葉月めぐみ
葉月 めぐみ（はづき めぐみ、8月21日 - ）は、日本の漫画家。女性。滋賀県出身。血液型はA型。
2000年、『ザ マーガレット』（集英社）でデビュー。大学の文学部に通うかたわら連載を続けた。現在も、主に『マーガレット』（集英社）で連載。

## 作品リスト

### 連載
- インスピ（集英社/マーガレット、2003年） - 単行本全1巻
- S+エスプラス（集英社/マーガレット、2004年 - 2005年） - 単行本全2巻
- この家(ウチ)できみと（集英社/マーガレット、2005年 - 2006年） - 単行本全3巻
- 檸檬プラネット（集英社/マーガレット、2006年） - 単行本全2巻
- お嬢様はお嫁様。（集英社/マーガレット、2007年 - 2013年） - 単行本全18巻
- 僕のロボット（講談社/別冊フレンド、2012年8月号 - 2013年8月号） - 単行本全2巻
- ELiSA in GHoSTLaND（集英社/マーガレット、2011年23号 - 2012年1号） - 全1巻※チロル高橋とのコラボ漫画
- 恋とナツツバキ（集英社/マーガレット、2013年13号 - 同年19号） - 全1巻
- その吸血鬼は正しくない夢を見る（スクウェア・エニックス/月刊ガンガンJOKER、2014年9月号 - 2015年12月号） - 全3巻
- 厨病激発ボーイ（原作：れるりり、集英社/りぼんスペシャル、2016年8月号増刊 - 2019年9月号増刊） - 全2巻
- マリリンは、いなくなった（集英社/Cocohana、2023年7月号[3] - ） - 既刊6巻

### 読みきり
- キミのヒミツー葉月めぐみ短編集ー（初の読みきり集）
  - この宇宙の下（2009年『マーガレット』5・6号別冊付録）
  - きみとクリスマス（2011年『マーガレット』第2号別冊付録）
  - 王サマと私（2011年『マーガレット』14・15号連続掲載）
  - キミのヒミツ（2012年『ザ・マーガレット』2号掲載）
- 魔女ふたり（2012年『アオハル bitter』掲載）
- ともだち、なのに（2012年『Cocohana』10月号掲載）
- 腐女子ですが、何か。（オムニバスコミック『NOT FRIEND,BUT...』収録）
- 裸足のシンデレラ（オムニバスコミック『HE LOVES YOU』収録）
- 漆黒少女と白の憧憬（2014年『ジャンプSQ19』2/19号掲載）
- ななよななかのなやみごと（2014年夏の大増刊号りぼんスペシャルミント掲載）
- ササキササラのササメゴト（2015年春の大増刊号りぼんスペシャルキャンディ・マカロン2号連続掲載）
- アマタマ!（2015年夏の大増刊号りぼんスペシャルバニラ掲載）
- キミと不真面目なキス（2016年春の大増刊号りぼんスペシャル掲載）
- 貴族探偵（原作：麻耶雄嵩、2017年『りぼん』7月号掲載）
- アリアのつづき（『少年ジャンプ+』2022年10月16日公開[4]）

### アンソロジー
- 東日本大震災チャリティー漫画本 PARTY! HANA[5][注 1]（2011年8月5日発売[6]、メディアパル、ISBN 978-4-89610-201-7）
  - お嬢様はお嫁様。ツレヅレモノガタリ[7]
- 東日本大震災チャリティー漫画本 PARTY! SORA[注 2]（2011年8月5日発売[8]、メディアパル、ISBN 978-4-89610-202-4）
  - ELiSA in GHoSTLaND ヴァンパイア・ヴァージン[注 3][7]
- 弱虫ペダル 公式アンソロジー 放課後ペダル3（2015年8月7日発売、秋田書店、ISBN 978-4-25321-377-6）

### イラスト
- センパイと生徒会室で。（著：ののはらみき、ピンキー文庫）
- 放課後ヒロインプロジェクト!（著：藤並みなと、角川ビーンズ文庫）